# Nadieżda Olizarenko
Nadieżda Fiodorowna Olizarenko, z domu Muszta (ros. Надежда Фёдоровна Олизаренко; ur. 23 listopada 1953 w Briańsku, zm. 17 lutego 2017 w Odessie) – radziecka lekkoatletka biegająca na dystansie 800 metrów.
W 1978 roku na Mistrzostwach Europy w Pradze zawodniczka zdobyła dwa srebrne medale: w biegu na 800 m oraz w sztafecie 4 × 400 m. W 1978 roku Nadieżda Olizarenko była jedną z najlepszych w światowych rankingach. W 1979 roku została zwyciężczynią uniwersjady w Meksyku na dystansie 800 metrów.
W 1980 została mistrzynią olimpijską: wygrała wtedy czasem 1:53.43, był to nowy rekord świata. Wydawało się, że wynik ten jest praktycznie nie do pobicia, lecz trzy lata później został poprawiony przez Jarmilę Kratochvílovą z Czechosłowacji, jednak wynik Olizarenko z Moskwy jest nadal rekordem olimpijskim w tej konkurencji. 
W 1984 ustanowiła również aktualny do dziś rekord świata w sztafecie 4 × 800 metrów (7:50.17). 
Oprócz olimpijskiego złota Olizarenko ma w dorobku brąz w biegu na 1500 metrów z tych samych Igrzysk oraz kilka kolejnych krążków zdobytych na dystansie 800 metrów: srebro Halowych Mistrzostw Europy (Pireus 1985), srebrny medal Mistrzostw Europy w Lekkoatletyce (Praga 1978) oraz złoto na Mistrzostwach Europy w Lekkoatletyce (Stuttgart 1986). Medalowy dorobek Olizarenko mógłby być bogatszy, gdyby nie fakt zbojkotowania Igrzysk w Los Angeles (1984) przez ZSRR.
Podczas igrzysk olimpijskich w Seulu odpadła w półfinale biegu na 800 metrów.
Jej rekord życiowy to wciąż drugi wynik w historii 800 metrów kobiet.
Żona Serhija, długodystansowca, olimpijczyka z Moskwy.